# Aleksandar Deroko

Aleksandar Deroko (4. rujna 1894. – 30. studenog 1988.) je bio srpski arhitekt i pisac mnogobrojnih knjiga iz područja arhitekture, ali i drugih područja, koje je najčešće sam ilustrirao. Bio je višegodišnji profesor Sveučilišta u Beogradu. Postao je Članom Srpske akademije nauka i umetnosti 1956. godine.
Stvarao je u nekoliko arhitektonskih pravaca, a najviše u modernom srpsko-bizantskom stilu i u modernizmu.

## Životopis
Aleksandar Deroko je rođen 4. rujna 1894. godine u Beogradu. U Beogradu je maturirao i upisao Tehnički fakultet Sveučilišta u Beogradu. Početak Prvog svjetskog rata je dočekao na studijama. U ratu je sudjelovao kao jedan od 1300 kaplara s činom narednika. Diplomirao je u Beogradu 1926. godine, a naredne dvije godine je proveo na specijalizaciji u Parizu. 
1927. godine je izabran za asistenta na Sveučilištu u Beogradu, a od 1929. godine radi u zvanju docenta, a od 1937. godine kao izvanredni profesor. 
Tijekom Drugog svjetskog rata bio je zatočen u logoru na Banjici.
Od 1950. godine radi kao redovni profesor i odlazi u penziju 1965. godine. Predavao je povijest arhitekture i folklornu arhitekturu.

## Arhitektura
Nakon rata vratio se studijama arhitekture i umjetnosti u Rimu, Pragu, Brnu i Beogradu gde je diplomirao 1926. godine. Kao stipendist francuske vlade odlazi u Pariz gdje se druži s Picassom, Šumanovićem, Le Corbusierom, Rastkom Petrovićem i drugima koji su tada živjeli u Parizu
Kao arhitekt projektirao je i izveo dvadesetak objekata. Nekoliko kuća i vila, internat Bogoslovskog fakulteta u Beogradu (1938.), konake u manastiru Žiča i u Nišu (1939.), Crkvu svetog Preobraženja u Novom Sarajevu (1935.), Nadgrobne kapele Osmanu Đikiću u Mostaru i neke na groblju u Beogradu.
S Bogdanom Nestorovićem je 1926. napravio projekat Hrama svetog Save s kojim je pobijedio na konkursu; izgradnja tog hrama se danas privodi kraju. 
Na svojim putovanjima u više navrata (1954., 1956. i 1965.) boravio je na Svetoj Gori, o čijoj je arhitekturi i životu ostavio dragocene podatke.

## Druga područja
Objavio je oko stotinu stručnih i naučnih radova, od kojih desetak knjiga je iz područja srednjovjekovne i narodne arhitekture. 
Aleksandar Deroko je bio jedan od prvih svestranih sportaša u Srbiji. Na plivačkom natjecanju u organizaciji Srpskog olimpijskog kluba 1911., osvojio je zlatnu medalju u preplivavanju Save i u plivanju na 1000 m nizvodno slobodnim stilom. Istovremeno se bavio i modelarstvom. Konstruirao je i izradio jednu od prvih zrakoplovnih jedrilica u Srbiji. S modelima svoje konstrukcije sudjelovao je u natjecanjima koja su od 1910. do 1912. organizirali prvi mladi modelari u Srbiji. Ta ljubav prema jedrilicama i zrakoplovstvu ga je odvela do toga da se kao đak dobrovoljac prijavi u vojsku, gdje je na Solunskom bojištu, kao jedan od 1300 kaplara postao i jedan od prvih srpskih ratnih pilota.

## Djela

### Arhitektonska
- Hram svetog Save u Beogradu, s Bogdanom Nestorovićem
- Turbe Osmana Đikića
- Bogoslovski internat u Beogradu tzv. Bogoslovija, zajedno s Petrom Anagnostijem
- Spomenik kosovskim junacima na Kosovu polju
- Crkva svetog Preobraženja u Sarajevu
- Konak u manastiru Žiči
- Eparhijski konak u Nišu, zajedno s Petrom Anagnostijem
- Mnoge crkve
- Kuća pukovnika Elezovića u Beogradu
- Kuća Nikolajevića s apotekom
- Kuća u Srijemskim Karlovcima

- Hram svetog Save u Beogradu
- Kuća pukovnika Elezovića u Beogradu
- Manastir Žiča
- Spomenik kosovskim junacima na Kosovu polju (Gazimestan)
- Crkva svetog Preobraženja u Sarajevu

### Pisana
- „Narodno neimarstvo“ - I tom 1939., II tom 1940.
- „Srednjovekovni gradovi u Srbiji, Makedoniji i Crnoj Gori“ 1950.
- „Monumentalna i dekorativna arhitektura u srednjovekovnoj Srbiji“ 1953.
- „Rimski spomenici u Đerdapu“ 1959.
- „Arhitektura starog veka“ 1962.
- „Medieval Castles on the Danube“ („Srednjovekovni gradovi na Dunavu“) 1964.
- „Sveta gora“ 1967.
- „Atos“ 1967.
- „A ondak je letijo jeroplan nad Beogradom“ 1983.
- „Mangupluci oko Kalemegdana“ 1987.

## Nagrade i priznanja
- Albanska spomenica, 1915. – 1918.
- Sedmojulska nagrada, 1965.
- Orden rada sa crvenom zastavom, 1965.
- Orden Republike sa zlatnim vijencem, 1978.
- Médaille du mérite
- Oktobarska nagrada Beograda, 1988.

## Vanjske poveznice
- Biografija Aleksandra Deroka[neaktivna poveznica]